# Binnebergs tingslag
Binnebergs tingslag var ett tingslag i Vadsbo härad i Skaraborgs län. Tingsplats var Binneberg före 1671 och efter 1685, Odensåker i iden emellan.
Tingslaget inrättades 1641 och blev formellt ett tingslag med "rättan tingsstad" (=fick detta namn) 1680 och uppgick 1 januari 1891 i Vadsbo södra tingslag. 
Tingslaget ingick i Vadsbo södra domsaga från 1864, Vadsbo domsaga dessförinnan.